# Operadores (programação)
Na programação e na lógica, os operadores são símbolos que informam ao compilador e para as expressões como realizar as operações matemáticas (manipulações), operações lógicas e, comparações específicas.

## Tipos
Os operadores são divididos nas seguintes categorias:
1. Aritméticos
2. Relacionais / Comparação
3. Atribuição / Designação
4. Lógicos / Booleanos
5. Bitwise (Bit-a-Bit)
6. Incremento / Decremento
7. Concatenação
8. Condicional / Ternário

### Operadores Aritméticos
São operadores usados em cálculos aritméticos simples, usando as quatro operações básicas da matemática (mais o módulo). Existem dois tipos de operadores matemáticos: unário (executam a ação com um único operando) e binário (executam ações com dois operandos).
Em uma expressão com vários operandos, a ordem de execução segue as regras de precedência de operadores.
| Operador | Operação      | Uso      | Explicação                                                                        |
| +        | Soma          | a = +10; | operador unário, ação em 1 operando "a"                                           |
| +        | Soma          | a + b    | soma os operandos "a" e "b"                                                       |
| –        | Subtração     | a – b    | subtrai o operando à direita "b" do operando à esquerda "a"                       |
| *        | Multiplicação | a * b    | multiplica os dois operandos "a" e "b"                                            |
| /        | Divisão       | a / b    | divide o operando à esquerda "a" pelo operando à direita "b"                      |
| %        | Módulo        | a % b    | informa o resto da divisão do operando à esquerda "a" pelo operando à direita "b" |
| ** ^     | Exponenciação | a ** b   | informa o valor do operando "a" elevado a "b": potência ab                        |

### Operadores Relacionais
São operadores que permitem uma relação entre dois valores (ou operandos) e, funcionam com quaisquer tipos de dados (operandos do mesmo tipo). Comparam o valor do operando à esquerda com o valor do operando à direita do operador, retornando um valor lógico (verdadeiro/falso) de acordo com a comparação.
No caso de duas sequências de texto (string), estas são consideradas iguais se tiverem o mesmo tamanho e todos os caractere forem iguais; as cadeias são comparadas caractere a caractere da esquerda para a direita até todos terem sido correspondidos e, se o final da sequência de texto for atingido antes do final da sequência correspondente, estas serão consideradas desiguais e com condição diferente.
| Operador | Operação         | Uso    | Explicação |
| ==       | Igualdade        | a == b | Verifica se os dois valores são iguais (operandos "a" e "b"); se sim: retorna verdadeiro, senão: retorna falso.            |
| !=       | Diferença        | a != b | Verifica se os dois valores são diferentes (operandos "a" e "b"); se sim: retorna verdadeiro, senão: retorna falso.        |
| >        | Maior que        | a > b  | Verifica se o valor à esquerda "a" é maior do que o valor à direita "b"; se sim: retorna verdadeiro, senão: retorna falso. |
| <        | Menor que        | a < b  | Verifica se o valor à esquerda "a" é menor do que o valor à direita "b"; se sim: retorna verdadeiro, senão: retorna falso. |
| >=       | Maior ou igual a | a >= b | Verifica se o valor à esquerda é maior ou igual ao valor à direita; se sim: retorna verdadeiro, senão: retorna falso.      |
| <=       | Menor ou igual a | a <= b | Verifica se o valor à esquerda é menor ou igual ao valor à direita; se sim: retorna verdadeiro, senão, retorna falso.      |

### Operadores de Atribuição
São operadores usados para fazer a atribuição de valor entre os operandos (atribuir valor a uma variável). A linguagem de script não tem suporte a várias atribuições em sequência na mesma expressão (como a=b=0).
.
| Operador | Operação                          | Uso     | Equivale   | Explicação |
| =        | Atribuição                        | a = b   |            | Atribui no operando à esquerda "a" o valor do operando à direita "b".                                                                            |
| +=       | Soma com atribuição               | a += b  | a = a + b  | Adiciona o operando do lado direito "b" ao operando do lado esquerdo "a" e, o resultado é salvo no operando do lado esquerdo "a".                |
| -=       | Subtração com atribuição          | a -= b  | a = a – b  | Subtrai o operando do lado direito "b" do operando do lado esquerdo "a" e, o resultado é salvo no operando do lado esquerdo "a".                 |
| *=       | Multiplicação com atribuição      | a *= b  | a = a * b  | Multiplica o operando do lado direito "b" pelo operando do lado esquerdo "a" e, o resultado é salvo no operando do lado esquerdo "a".            |
| /=       | Divisão com atribuição            | a /= b  | a = a / b  | Divide o operando do lado esquerdo "a" pelo operando do lado direito "b" e, o resultado é salvo no operando do lado esquerdo "a".                |
| %=       | Módulo com atribuição             | a %= b  | a = a % b  | Módulo entre os operandos do lado esquerdo e direito "a" e "b" e, o resultado é salvo no operando do lado esquerdo "a".                          |
| &=       | AND bitwise com atribuição        | a &= b  | a = a & b  | Realiza a operação a & b e armazena o resultado no operando "a"                                                                                  |
| \|=      | OR bitwise com atribuição         | a \|= b | a = a \| b | Realiza a operação a \| b e armazena o resultado no operando "a"                                                                                 |
| ^=       | XOR bitwise com atribuição        | a ^= b  | a = a ^ b  | Realiza a operação a ^ b e armazena o resultado no operando "a"                                                                                  |
| <<=      | Desloca à esquerda com atribuição | a << b  | a = a << b | O valor do operando a esquerdo "a" é movido para a esquerda de acordo com o número de bits especificado pelo operando à direita "b"              |
| >>=      | Desloca à direita com atribuição  | a >> b  | a = a >> b | O valor do operando à esquerda "a" é movido para a direita de acordo com o número de bits especificado pelo operando à direita (divide a por 2b) |

### Operadores Lógicos
São operadores que recebem na entrada dois tipos de valores booleanos (verdadeiro/falso) e o resultado também são valores booleanos. Úteis em múltiplas condições relacionais na mesma expressão. Os operadores lógicos têm precedência inferior aos operadores aritméticos. Na maioria das linguagens de programação, o valor 0 é considerado como “falso” e, qualquer número diferente de zero é convertido para “verdadeiro”.
.
| Operador | Operação         | Uso      | Explicação                                                                  |
| && and   | AND lógico (E)   | a && b   | Informa verdadeiro se "a" e "b" forem verdadeiros, senão retorna falso.     |
| \|\| or  | OR lógico (OU)   | a \|\| b | Informa falso se "a" e "b" náo forem verdadeiros; senão retorna verdadeiro  |
| ! not    | NOT lógico (NÃO) | !b       | Informa verdadeiro se "b" for falso, senão retorna falso (operador unário). |

### Operadores Bitwise
São operadores que convertem números inteiros fornecidos e, executam a operação solicitada, o resultado é em representação decimal. Em algumas linguagens de programação o símbolo ^ indica a operação de exponenciação.
| Operador | Operação                | Uso    | Explicação |
| &        | AND bitwise             | a & b  | |
| \|       | OR bitwise              | a \| b | |
| ^        | XOR bitwise             | a ^ b  | |
| ~        | NOT bitwise             | ~a     | Operador unário que inverte os bits (0 vira 1 e 1 vira 0).                                                                                                |
| <<       | Deslocamento à esquerda | a << b | O valor do operando a esquerdo "a" é movido para a esquerda de acordo com o número de bits especificado pelo operando à direita "b" (multiplica a por 2b) |
| >>       | Deslocamento à direita  | a >> b | O valor do operando à esquerda "a" é movido para a direita de acordo com o número de bits especificado pelo operando à direita (divide a por 2b)          |

### Operadores de Incremento e Decremento
São operadores que somente recebem um valor (operando) na entrada. Onde "incrementar" aumentar o valor de um item (por padrão em 1 unidade) e "decrementar" diminuir o valor de um item.
| Operador | Operação       | Uso | Explicação                                          |
| ++       | Pós-incremento | a++ | Aumenta/incrementa "a" em 1 após usar seu valor     |
| ++       | Pré-incremento | ++a | Aumenta/incrementa "a" em 1 antes de usar seu valor |
| —        | Pós-decremento | a–  | Diminui/decrementa a de 1 após usar seu valor       |
| —        | Pré-decremento | –a  | Diminui/decrementa a de 1 antes de usar seu valor   |

### Operador de Concatenação
São operadores que fazem a junção de duas ou mais sequências de texto (strings) formando uma nova sequência.
.
| Operador | Operação     | Uso   | Explicação                                                                    |
| +        | Concatenação | a + b | O texto em "a" é unido ao texto em "b", formando assim um novo texto (string) |

### Operador Condicional
Operador similar ao uso do condicional (se-senão/if-else), que faz a operação testando uma condição.
c = (condição)? a : b
Se a condição retornar verdadeiro, então o valor de "a" é atribuído ao "c". Caso contrário, o valor de "b" será atribuído ao "c".

## A associatividade e precedência
Quando usar operadores para construir expressões ou algoritmos, é necessário saber como os operadores se relacionam entre si quando vários operadores são usados. Assim consideramos as regras de precedência de operadores e as regras de associatividade de operadores.
- Regras de precedência: especificam qual operador na expressão é avaliado primeiro quando dois operadores com precedência diferente são adjacentes.[1] As expressões são avaliadas da esquerda para a direita: 1. unário negativo (-); 2. potência; 3. multiplicação, divisão e módulo, e; 4. adição e subtração.[2]
- Regras de associatividade: especificam qual operador na expressão será avaliado primeiro quando dois operadores com a mesma precedência são adjacentes; quando existem dois ou mais operadores de mesma precedência DE (Direita para a Esquerda) e ED (Esquerda para a Direita).[1]

Use parênteses ( ) para alterar a ordem de precedência ou associatividade dos operadores, informando qual operação deve ser executada primeiro; quando um operador de baixa precedência precisar ser executado por primeiro.
Os operadores de maior precedência na parte superior da tabela
| Tipo de Operador        | Associatividade | Operador                         |
| Parênteses              | ED              | ( )                              |
| Exponenciação           | ED              | ** ^                             |
| Pós-fixo                | ED              | ++ —                             |
| Unário                  | DE              | – ! ~++ —                        |
| Multiplicação / Divisão | ED              | * / %                            |
| Adição / Subtração      | ED              | + –                              |
| Deslocamento            | ED              | << >>                            |
| Relacional              | ED              | < <= > >=                        |
| Igualdade               | ED              | == !=                            |
| AND Bitwise             | ED              | &                                |
| XOR Bitwise             | ED              | ^                                |
| OR Bitwise              | ED              | \|                               |
| AND Lógico              | ED              | &&                               |
| OR Lógico               | ED              | \|\|                             |
| Condicional             | DE              | ?:                               |
| Atribuição              | DE              | += -= *= /= %= >>= <<= &= ^= \|= |